# هدى بن عامر
هدى بن عامر من مواليد بنغازي عام 1954 أحد أعضاء اللجان الثورية بليبيا وكانت مقربة من الرئيس الليبي السابق القذافي.. تقيم في مدينة بنغازي و انخرطت هدى بن عامر في حركة الراهبات الثوريات منذ تأسيسها، وكانت من الطالبات اللاتي ارتبطن بالقذافي منذ ان كانت طالبة في الجامعة. كما أنها انخرطت في الطلائع الثورية في بداية عام 1976، والتي تعتبر النواة الأولى لحركة اللجان الثورية. والدها فتحي بن عامر من أتباع القذافي، وقد اشتهر بموقفه إبان إعلان القذافي عن رغبته في الاستقالة عام 1973. حيث قام فتحي بن عامر أمام الجماهير في المدينة الرياضية ببنغازي باحضار ابنه الرضيع وهدد بذبحه إذا لم يعدل القذافي عن استقالته.

## شاركت هدى بن عامر بالعديد من الأعمال الارهابية منها
- الزحف على الإذاعة بمدينة بنغازي عام 1973
- الحملات ضد الطلاب خلال أعوام 72، 73، 76، 77، 82، 85، وغيرها
- الحملة التي أعقبت أحداث مايو 1984م وكان لها دور ريئسي في جريمة إعدام الشهيد الصادق الشويهدي مايو 1984
- لعبت دورا بارزا في المحاكمات العلنية لرجال الأعمال والمقاولين والطلبة عام 1980، وكانت قد عينت آنذاك عضوة في المحكمة الثورية الدائمة
- اشتهرت بن عامر في تلك المحاكمات بالاستهزاء بالمتهمين والتهكم على القيم الاجتماعية السائدة في المجتمع الليبي...وقيل انها صفعت أحد رجال الأعمال فتحي عزات عند استجوابه

عندما رد عليها نافياً التهم التي وجهتها اليه ونقلت هذه الواقعة على الهواء مباشره
- حملات مداهمات بيوت العائلات الليبية الميسورة الحال بدعوى تصفية المجتمع البرجوازي، وقامت مع مجموعة من الراهبات بمصادرة المجوهرات والمقتنيات الثمينة لهذه العائلات
- حملات اعتقال عناصر وطنية وشاركت كذلك في التحقيق معهم وتعذيبهم، وخاصة النساء منهم
- حملات اعتقالات في مدينة بنغازي بعد التخلص من أحمد مصباح الورفلي من قبل العناصر الجهادية، وقد طالت تلك الحملات العديد من البيوت الكريمة،

وقد اقتادت بعض الآنسات والأمهات الحرائر إلى المعتقل وقامت بالتحقيق معهن وتعذيبهن زيادة في القمع والأرهاب والتشفي
- تجنيد الكثير من فتيات العائلات الفقيرة في المدينة إلى حركة اللجان الثورية مما ورطهن في قضايا الفساد الأخلاقي باسم العمل الثوري

## تهديد الأغتيال
تعرضت لمحاولة اغتيال قام بها عناصر وطنية، ورغم فشل المحاولة إلا أنها قد تعرضت لتشوه في وجهها من أثر الحروق التي خلفتها مادة حامض الكبريتيك (ماء النار)

## علاقتها بالقذافي
بن عامر من النساء اللاتي ارتبطن بالقذافي شخصيا وظلت لسنوات طويلة على اتم استعداد لفعل أي شيء يطلبه منها القذافي
تم القبض عليها في 3/9/2011 واحراق منزلها بعد ثورة 17 فبراير.